# Dagnė
Dagnė ist ein weiblicher litauischer Vorname, abgeleitet von Dagny. Die männliche Form ist Dagnius. 

## Namensträger
- Dagnė Čiukšytė (* 1977), litauische Schachspielerin